# Bataille norvégienne
Pour les articles homonymes, voir Bataille (homonymie).
La bataille norvégienne ou Norvégien aussi connue sous les noms de Danish et Nom' fuedech ou encore bataille de Lorène est un jeu de société utilisant un jeu ordinaire de 52 cartes. Deux joueurs au minimum sont requis. Néanmoins, de façon à laisser davantage place au côté stratégique du jeu, quatre joueurs sont conseillés. À partir de six joueurs, un second jeu de 52 cartes est nécessaire.

## Règles

### Matériel
- 1 jeu de 52 cartes classiques (sans joker) jusqu'à 5 joueurs
- 2 jeux de 52 cartes classiques (sans joker) de 6 à 11 joueurs
- etc.

### Mise en place
Les cartes sont distribuées une à une. Les cartes en trop constitueront la pioche.
On commence par donner à chacun une carte qui reste cachée, face contre la table. Cette étape est répétée de façon que chaque joueur dispose de 3 cartes devant lui, dont on ignore la valeur et la couleur. Ensuite, chaque joueur reçoit 3 cartes supplémentaires, toujours distribuées une à une, mais cette fois-ci, la couleur et la valeur de chaque carte sont montrées à tous. Ces 3 cartes sont placées sur les 3 premières cartes distribuées. Enfin, on termine en donnant à tous les participants 3 autres cartes qui seront tenues en main et donc cachées des adversaires. Le reste des cartes constitue la pioche.
Chaque joueur dispose ainsi de 9 cartes : 3 de faces cachées, 3 de faces visibles et 3 cartes en main. Avant de poser la première carte et de commencer la partie, les participants peuvent échanger les cartes qu'ils ont en main avec les cartes de faces visibles. Il n'y a qu'à ce point du jeu que l'on peut changer ses cartes. Par expérience, on remarque qu'il est préférable de disposer devant soi des cartes qui ont une forte valeur ou des cartes spéciales (celles-ci seront détaillées plus loin).

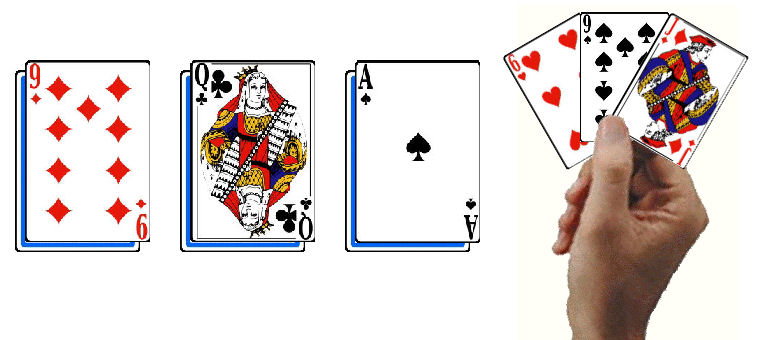
En début de partie, un joueur dispose de 9 cartes : 3 cartes retournées, 3 cartes visibles placées sur les cartes retournées et 3 en cartes en main.

### Déroulement de la partie
La première personne à jouer est le joueur placé à la gauche du donneur. À ce stade de la partie, le joueur peut choisir de poser une, deux ou trois cartes sur la table, du moment que celles-ci sont de même valeur (la couleur n'importe pas). En outre, aussi longtemps qu'il reste des cartes dans la pioche, un joueur doit toujours posséder 3 cartes en main. Ainsi, après avoir déposé ses cartes, le joueur reprend dans la pioche le nombre nécessaire de cartes afin de compléter sa main.
Le joueur suivant doit jouer au moins une carte de valeur supérieure ou égale à celle(s) posée(s) par le joueur précédent. Lui aussi peut choisir de poser une ou plusieurs cartes de même valeur. Après avoir joué, ce joueur pioche également autant de cartes que nécessaire afin d'en posséder à nouveau 3 en main. Et ainsi de suite pour chaque joueur.
Toutefois, il arrivera rapidement un moment où l'un des joueurs n'aura plus la possibilité de poser de cartes suffisamment grosses. Dans ce cas, celui-ci ramasse le paquet constitué et dispose désormais de toutes celles-ci pour jouer (se dit aussi "qu'il cocogne"). C'est le dernier joueur à avoir posé qui reprend la main.
La pioche épuisée, chaque joueur doit vider sa main afin de pouvoir ramasser les 3 cartes visibles devant lui. Dès qu'un des joueurs n'a plus de cartes en main, il les ramasse simplement et continue à jouer comme précédemment.
Lorsqu'un joueur n'a de nouveau plus de cartes en main, il pioche au hasard une des trois cartes retournées disposées devant lui. Si celle-ci convient, il la pose et peut en prendre une autre qu'il posera à son tour si elle convient. S'il ne peut jouer cette carte, le joueur ramasse le tas et doit éliminer les cartes qu'il a en main avant de pouvoir à nouveau ramasser une des cartes devant lui.

### Fin de la partie
Le gagnant est le premier joueur à ne plus avoir de cartes devant lui ni dans sa main. Il sera alors Norvégien !
Mais si le joueur termine par un 10 il est retiré de la partie (il a perdu) et les autres joueurs continuent de jouer normalement.

### Cartes spéciales
Sauf précision contraire, les cartes spéciales ne peuvent être jouées que lorsque cela est possible. Ainsi le 8 (qui fait passer un tour) ne peut être déposé que si la carte du pot est inférieure à 8. Le 2 échappe à cette règle puisqu'il agit comme un joker.
- 2 : On peut déposer cette carte sur n'importe quelle autre, le jeu repart au 2.
- 3: Cette carte copie la précédente
- 6 : Si le 6 est joué, le joueur suivant doit jouer une carte de la couleur (pique, carreau, trèfle, cœur) du 6 joué.
- 7 : Le joueur suivant doit impérativement jouer une (ou plusieurs) cartes de valeur inférieure ou égale à 7, y compris l’as (quel que soit le nombre de 7 posés).
- 8 : Le joueur suivant passe son tour (si on met plusieurs 8, autant de joueurs que de 8 posés passent leur tour).
- 10 : Les cartes du tas sont retirées du jeu (se dit aussi, qu'il bêche). Elles ne pourront pas revenir dans la partie. Le joueur ayant joué le 10 rejoue un tour.
- As : Donne le paquet au centre au joueur choisi. Celui-ci doit contrer l'As par un autre As, un 10, un 2 ou un 3. À défaut de pouvoir jouer il ramasse le paquet.

### Variantes
- Lorsque l'on a 4 (ou 8) cartes de valeur identique qui se suivent (par exemple 4 Rois, 4 Six, 4 Sept, ...), on obtient le même effet qu'en posant un Dix (ça bêche) : le tas est retiré du jeu. Cela permet de raccourcir un peu la partie. Le joueur ayant complété la suite de cartes rejoue un tour.
- 3 : On fait tourner les jeux (chacun donne les cartes qu'il a en main au joueur suivant, celles sur table ne bougent pas). S'il y a plusieurs trois, on fait tourner les jeux plusieurs fois.
- 4 : Cette carte peut être jouée n'importe quand (même si ce n'est pas son tour) lorsqu'il n'y a aucune carte posée sur la table.
- 6 (ou Valet) : Le sens dans lequel les joueurs tournent pour poser leurs cartes est inversé.
- 6 : La carte suivante doit impérativement être de la même couleur (rouge ou noire) que le 6 posé sur la table.
- 10 : Le joueur ayant posé le 10 ne rejoue pas un tour mais passe la main au joueur suivant. Cela permet de limiter le pouvoir du 10.
- L'As ne peut pas être joué sur un Valet ou encore un Roi, permet de limiter le pouvoir de l'As.
- Joker : Le joueur qui pose le joker décide quel autre joueur ramasse le tas. Le Joker est retiré du jeu une fois qu'il a été joué. On ne peut pas couper le joker.
- Un joueur peut décider de ramasser le paquet de cartes même s'il lui était toujours possible de jouer.

## Liens
- Boîte_à_jeux/Bataille_norvégienne, règles du jeu de la Bataille Norvégienne dans le WikiBook "Boîte à jeux" (jeux du domaine public)